# Annona bicolor
Annona bicolor este o specie de plante angiosperme din genul Annona, familia Annonaceae, descrisă de Ignatz Urban. Conform Catalogue of Life specia Annona bicolor nu are subspecii cunoscute.